# CSエメレク
クルブ・スポルト・エメレク（スペイン語: Club Sport Emelec）はエクアドルのグアヤキルに本拠地を置くサッカークラブ。電力会社が設立したクラブであり、エメレクというクラブ名は企業名の頭字語（Empresa Eléctrica del Ecuador）が由来である。
同じグアヤキルを本拠地とするバルセロナSCとのクラシコ・デル・アスティジェーロ（造船所クラシコ）は国内で最も白熱する戦いの一つである。1995年にはコパ・リベルタドーレスで準決勝進出を果たし、2001年のコパ・メルコノルテ（現コパ・スダメリカーナ）では準優勝を成し遂げた。1998年には、当時所属していたイバン・カビエデスが世界記録となる年間43ゴールを挙げたことでも知られる。
ユニフォームは青地に白色または灰色の襷掛けデザインが定番となっている。

## タイトル

### 国内タイトル
- セリエA : 14回

1957, 1961, 1965, 1972, 1979, 1988, 1993, 1994, 2001, 2002, 2013, 2014, 2015, 2017

## 現所属メンバー
- 2018年1月12日現在

注：選手の国籍表記はFIFAの定めた代表資格ルールに基づく。
| No. | Pos. |              | 選手名                       |
| --- | ---- | ------------ | ---------------------------- |
| 1   | GK   | エクアドル   | アドリアン・ボネ             |
| 2   | DF   | エクアドル   | ホルヘ・グアグア             |
| 4   | DF   | エクアドル   | フェルナンド・ピニージョ     |
| 5   | MF   | エクアドル   | ディクソン・アロヨ           |
| 6   | DF   | アルゼンチン | レアンドロ・ベガ             |
| 7   | FW   | ベネズエラ   | エドウイン・ペルニア         |
| 8   | FW   | エクアドル   | マルコス・モンダイニ (主将)  |
| 9   | FW   | エクアドル   | マルロン・デ・ヘスス         |
| 10  | MF   | エクアドル   | オルヘル・マタモロス         |
| 11  | MF   | エクアドル   | ホアオ・ロハス               |
| 12  | GK   | エクアドル   | エステバン・ドレエル         |
| 14  | MF   | エクアドル   | カルロス・オレフエラ         |
| 15  | MF   | エクアドル   | ペドロ・キニョネス (第2主将) |
| 16  | DF   | エクアドル   | オスカル・バグイ             |

| No. | Pos. |              | 選手名                     |
| --- | ---- | ------------ | -------------------------- |
| 17  | MF   | エクアドル   | ネルソン・ソリス           |
| 19  | FW   | エクアドル   | ブラヤン・アングロ         |
| 20  | MF   | ウルグアイ   | ニコラス・ケイロス         |
| 21  | DF   | エクアドル   | ロナルド・ジョンソン       |
| 25  | GK   | エクアドル   | アイルトン・モラレス       |
| 26  | DF   | エクアドル   | マルロン・メヒア           |
| 28  | DF   | エクアドル   | ホルダン・ハイメ           |
| 29  | DF   | エクアドル   | デニス・キンテロ           |
| 30  | MF   | エクアドル   | オスバルド・ラストラ       |
| 33  | MF   | エクアドル   | ロマリオ・カイセド         |
| 34  | MF   | アルゼンチン | フェルナンド・ルナ         |
| 40  | MF   | エクアドル   | ロベルト・ブルバノ         |
| 44  | DF   | エクアドル   | フアン・カルロス・パレデス |

## 歴代在籍選手
- イバン・ウルタード 1991-1992
- アレクシー・ララス 1997
- イバン・カビエデス 1998
- オビデュ・ブルカ 1998-1999
- マルコ・エチェベリ 1998
- アルベルト・ロハス 2003
- クリスティアン・ノボア 2004-2006
- ルーカス・ビアトリ 2007
- ジェフェルソン・モンテーロ 2007

## 歴代監督
- オスカル・ブランコ 2005
- カルロス・トーレス・ガルセス 2006-2007
- ウンベルト・ピサーロ 2007
- カルロス・セビージャ・ダルゴ 2007
- フアン・ウルキサ 2008
- ウンベルト・ピサーロ 2008
- フアン・ラモン・シルバ 2008
- アニバル・ルイス 2008
- ガブリエル・ペローネ 2009
- ホルヘ・サンパオリ 2010
- オマール・アサード 2011
- フアン・ラモン・シルバ 2011
- フアン・ラモン・カラスコ 2011
- マルセロ・フレイタス 2011-2012
- グスタボ・キンテロス 2012-2015
- オマル・デ・フェリペ 2015-2016
- アルフレード・アリアス 2016-